# ブッダガヤ
座標: 北緯24度41分42秒 東経84度59分28秒 / 北緯24.695度 東経84.991度
ブッダガヤ（ヒンディー語: बोधगया Bodhgayā）とは、インド北東部ビハール州、ガヤー県にある仏教の聖地。ガンジス川の支流ニーラージャナー川（リラージャーン川、ナイランジャナー、尼連禅河）に臨む。
釈迦（如来）が菩提樹の下で成道（悟り）を開いたとされる地として知られる八大聖地の1つで、仏教では最高の聖地とされている。紀元前3世紀頃にアショーカ王の建立とされる寺院を起源とするマハーボディ寺院がある。マラーター王国の宰相バーラージー・バージー・ラーオといった権力者も訪れている。

## 呼称と翻訳
- 日本語では、ボードガヤー（Bodhgaya[3]）、ボード・ガヤー（Bodh Gaya）、または単にガヤー（Gaya[2]）と表記される。
- 中国語や仏教漢文では、「菩提伽耶[4][5]」、または「仏陀伽耶[3]」と表記する。

## 概要
インド東部、ビハール州、ネーランジャヤー（尼蓮禅）河のほとりにある。ブッダガヤには、中心にあるブッダガヤの大菩提寺（マハーボーディ寺）と、そのまわりにある各国各宗派の寺院（例としては中国寺、日本寺、ネパール寺など）がある。
マハーボーディ寺の中には、その本堂である高さ52mの大塔と、ゴータマ・ブッダが成道したときに座っていた金剛宝座と、成道したときにその陰にいたゴータマ・ブッダの菩提樹、沐浴の蓮池がある。
ブッダガヤは仏典に見られる名前ではなく、19世紀にヨーロッパのインド学者によってつけられた名前である。この地はブッダ以前から聖地であり、単にガヤー、より正確にはガヤー・ダルマクシェートラあるいはガヤー・ティールタと呼ばれていた地の一部にあたる。『ヴァーユ・プラーナ』によれば、アスラのガヤが自らの体をブラフマーに捧げたとき、ガヤの上に巨大な石が置かれ、アスラの名にちなんでガヤーと呼ばれる聖地になった。
アショーカ王碑文によるとアショーカ王はこの地を訪問している。その後グプタ朝時代にマハーボーディ寺が作られて12世紀までは仏教徒の巡礼地だったが、その後は放棄された。16世紀になるとヒンドゥー教シヴァ派の巡礼地として再興した。19世紀末にスリランカ人のアナガーリカ・ダルマパーラはマハーボーディ寺を仏教徒の手に取り戻す運動を行ったが、カルカッタの高等裁判所で敗訴した。しかしその後も争いは続き、インド独立後の1949年のビハール州法でマハーボーディ寺はヒンドゥー教徒と仏教徒各4人から構成される委員会による共同管理とされた。この法律では管理委員会長はヒンドゥー教徒とされていたが、2013年に修正されてヒンドゥー教徒以外が委員会長になることを認めた。
2013年にはブッダガヤ爆弾テロ事件が起こされている。

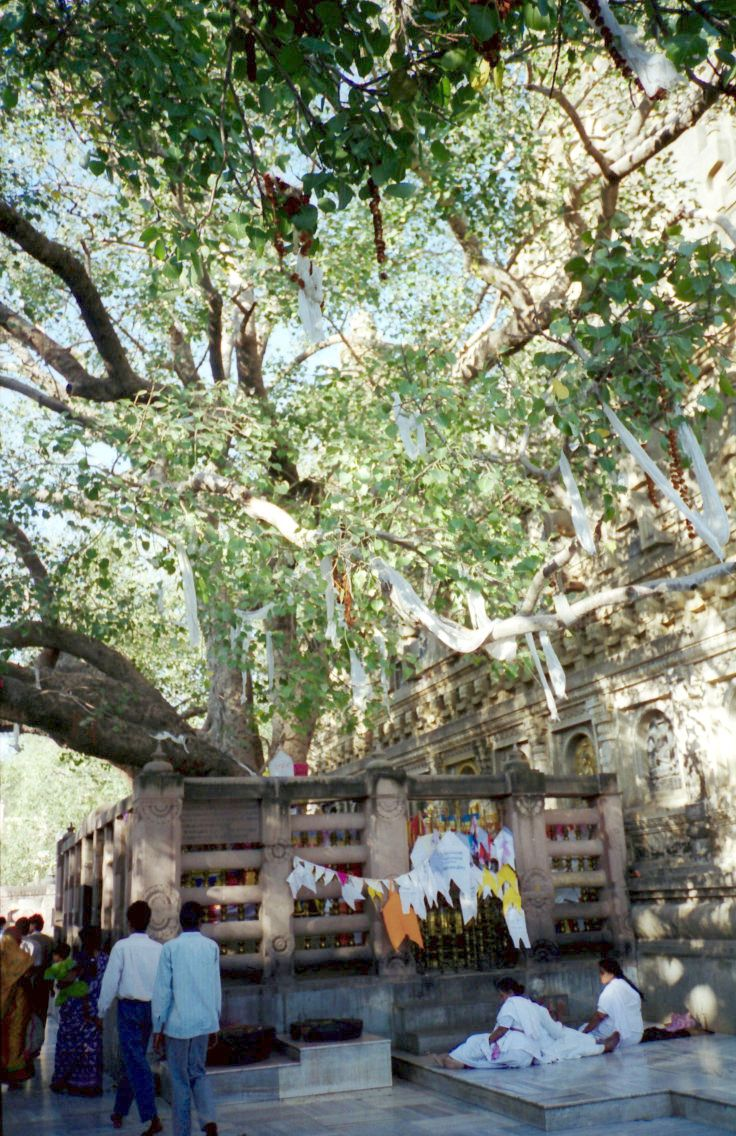
ブッダガヤの大菩提寺の菩提樹
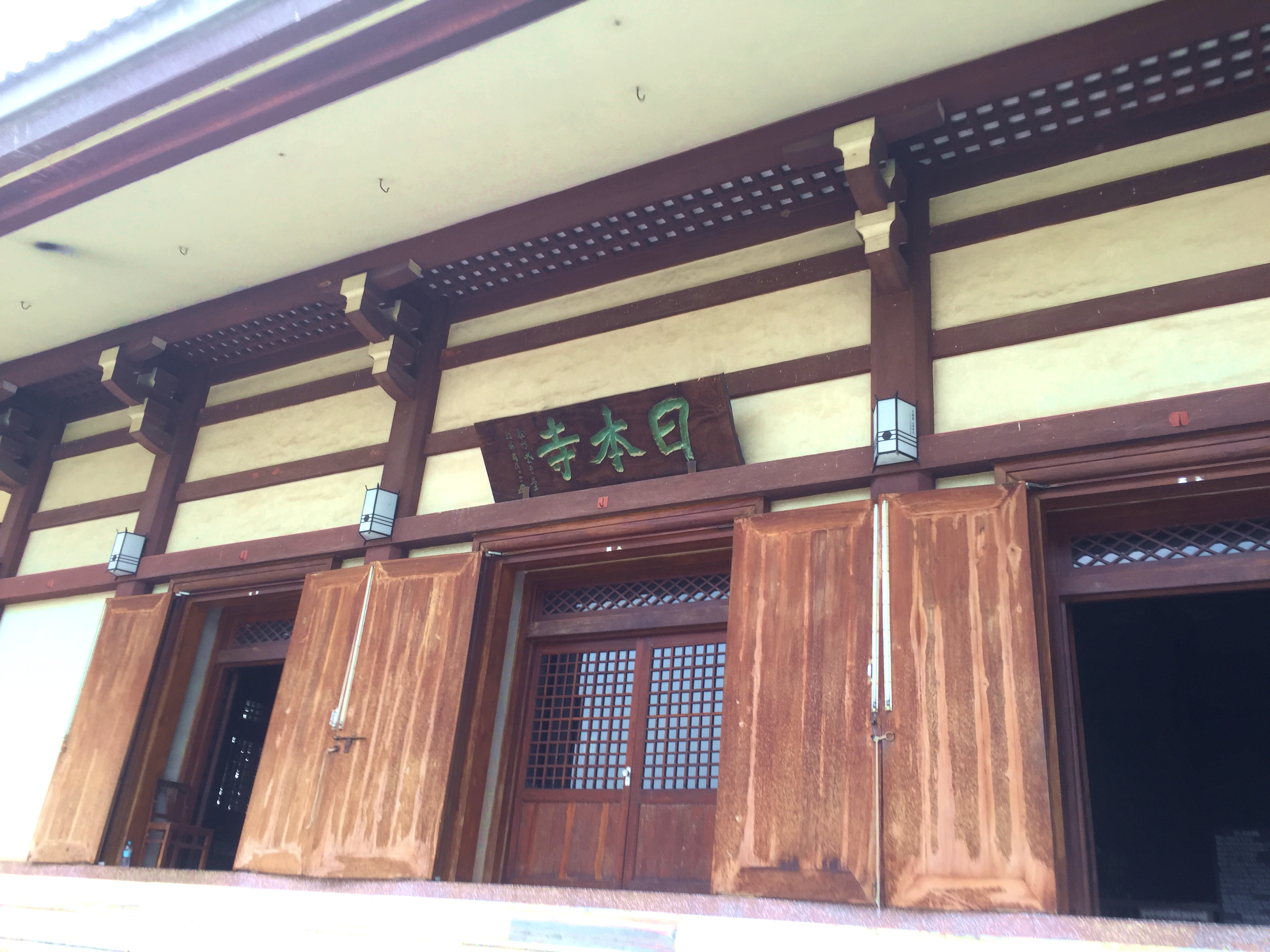
ブッダガヤにある印度山日本寺

## 交通
市街地から数キロメートルのところにガヤ空港があり、インド国内線の他、仏教徒が多いタイやミャンマーとの間に国際線が運航されている。
インド国鉄の最寄り駅は市街地から北に10キロメートルのところにガヤ・ジャンクション駅（Gaya Junction, 国鉄略称GAYA）がある。同駅は首都デリーと東部の大都市コルカタをカーンプル（Kanpur）やヒンドゥー教の聖地ヴァーラーナシー（Varanasi）経由で結ぶ重要幹線上にあり、日中はもちろん深夜時間帯も多数の列車が発着する鉄道の要衝となっている。コルカタまでは経路にもよるが約450キロメートルで最速6時間程度。東部の州ではコルカタの他にジャールカンド州の州都ラーンチー（Ranchi）やオリッサ州の州都ブバネーシュワル（Bhubaneswar）へも直通列車がある。ビハール州の州都パトナー（Patna）との間も鉄道で結ばれており、距離は約90キロメートルで最速列車は1時間50分弱で結んでいる。